# Desognaphosa funnel
Desognaphosa funnel is een spinnensoort uit de familie Trochanteriidae. De soort komt voor in Queensland.